# 伊丹朝鮮初級学校
伊丹朝鮮初級学校（いたみちょうせんしょきゅうがっこう、이따미조선초급학교）は、学校法人兵庫朝鮮学園が運営する兵庫県伊丹市にある朝鮮学校である。
日本の幼稚園・小学校に相当する教育を行っている各種学校（非一条校）である。

## 沿革
- 1945年9月18日 - 国語講習所を開設
- 1946～48年 - 統合などを経て朝連川辺初等学校となる
- 1949年 - 朝鮮学校閉鎖令により一時閉鎖
- 1950年 - 伊丹市立神津小学校桑津分校となる
- 1966年 - 現校名となる
- 1969年 - 川辺朝鮮初級学校を統合
- 2002年 - 宝塚朝鮮初級学校を統合
- 2016年 - 創立70周年

## 学科
- 初級部
- 幼稚班

## 生徒数
- 2004年10月の時点で123人[1]
- 2020年2月時点で47人[2]
- 2022年9月時点で30人[3]

## 所在地
- 〒664-0839 伊丹市桑津1丁目4番7号

最寄り駅はJR宝塚線伊丹駅。

## 備考
兵庫県伊丹市が兵庫朝鮮学園に対し、伊丹朝鮮初級学校の用地として市有地約4150平方メートルを相場の約20分の1の月額約4万円で貸していたことが判明した。また、伊丹朝鮮初級学校創設の際には木造平屋建て約400平方メートルの校舎や机等の備品などを無償譲渡をしていた。市有地の標準賃料によれば月額74万5600円になる。